# Claudio II el Gótico
Marco Aurelio Claudio (en latín, Marcus Aurelius Claudius; 10 de mayo de 213 o 214-270), más conocido en la historiografía romana como Claudio II el Gótico, fue un emperador romano que gobernó del 268 al 270.
De ascendencia iliria, Claudio hizo carrera en el ejército romano, donde alcanzó puestos de mando durante el reinado del emperador Galieno. Después del asesinato de este último, fue proclamado emperador. Claudio suprimió la rebelión de Aureolo y derrotó a los alamanes en 269, después de lo cual se centró en la lucha contra el gran ejército de los godos que habían invadido Iliria y Panonia. En la batalla de Naisso, el emperador obtuvo una convincente victoria sobre el enemigo, al que infligió graves pérdidas, y en consecuencia, se le otorgó el sobrenombre de «Gótico». En 270, Claudio fue a Sirmio para prevenir la inminente invasión de los jutungos y los vándalos; sin embargo, enfermó de peste y murió después de un breve reinado. En el siglo IV, el emperador Constantino I el Grande afirmó tener parentesco con Claudio, pero la validez de estas afirmaciones es cuestionable.
Claudio II llevó los siguientes apelativos honoríficos: «Germánico Máximo» desde 268, «Gótico Máximo» desde 269, y «Pártico Máximo» desde 270.  Además, recibió el cargo de tribuno de la plebe tres veces: dos veces en 268, en el momento de su proclamación como emperador y el 10 de diciembre, y el 10 de diciembre de 269.

### Orígenes y familia

Localización de la provincia de Dalmacia en el Imperio romano.

### Carrera política

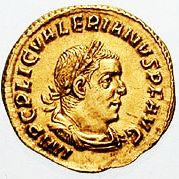
Áureo con efigie de Valeriano.

### Ascenso al poder

Mapa del Imperio romano en 268. Las posesiones del emperador romano se muestran en rojo; las posesiones del emperador galo en verde; las posesiones del rey de Palmira en amarillo.

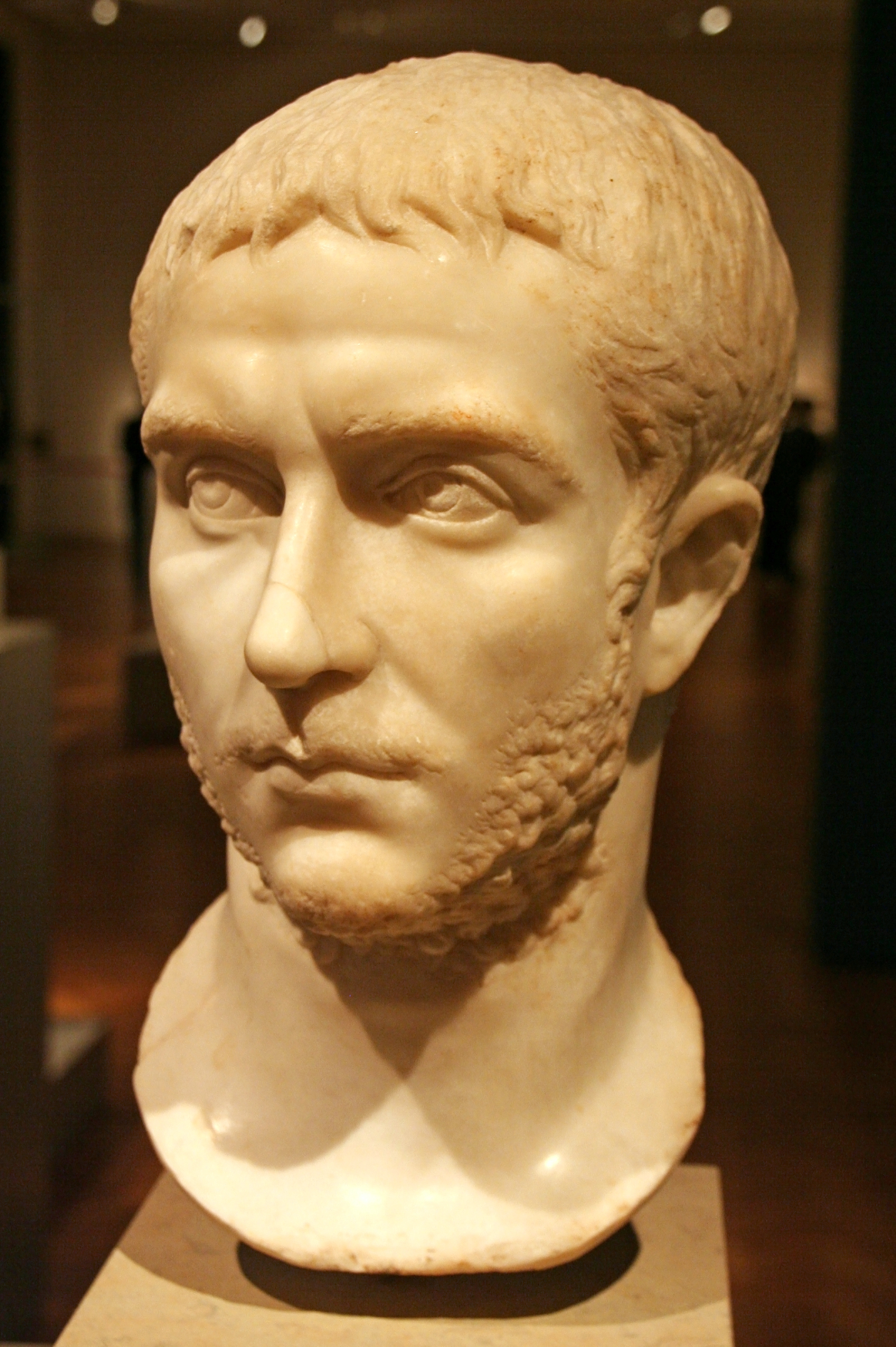
Busto del emperador Galieno.

#### Movimientos militares

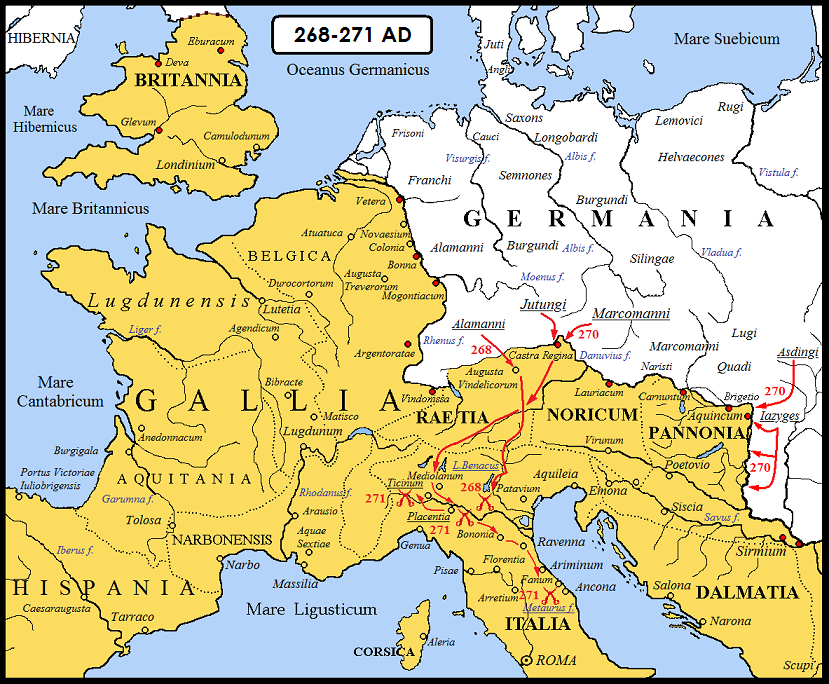
Invasiones bárbaras de las provincias occidentales del Imperio Romano en 268-271.

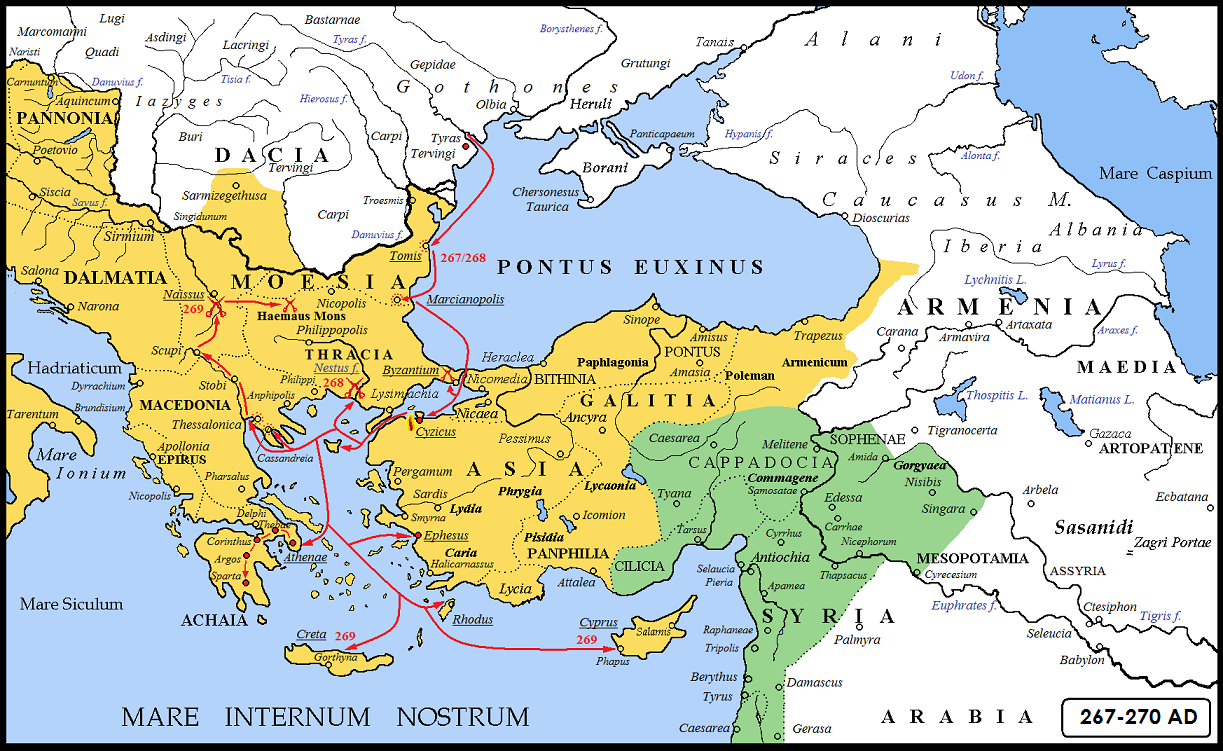
Invasiones góticas en las provincias orientales en 268-270.

#### Claudio y el Imperio galo

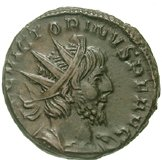
Antoniniano con efigie de Victorino.